# M-tree

Visualizzazione di un M-Tree 2D usando ELKI. L'albero ha un singolo livello di nodi foglia. Dovuto a una suddivisione euristica subottimale c'è una grande sovrapposizione

Un M-tree o albero M in informatica è una struttura dati ad albero simile agli alberi R-tree e B-albero.
È costruito usando una metrica e si affida alla disuguaglianza triangolare per l'intervallo di efficienza e per le interrogazioni k-NN.
Mentre gli alberi M-tree possono essere usati in tante situazioni, l'albero può avere grandi sovrapposizioni e non c'è una chiara strategia su quale sia il modo migliore per evitare le sovrapposizioni.
Può essere usato solamente con funzioni di distanza che soddisfano la disuguaglianza triangolare, mentre altre funzioni di dissimilarità avanzate usate nel recupero di informazioni non possono essere usate.